# Distretto di Pazaryolu
Il distretto di Pazaryolu (in turco Pazaryolu ilçesi) è uno dei distretti della provincia di Erzurum, in Turchia.